# Chaux (Territorio di Belfort)
Chaux è un comune francese di 1 099 abitanti situato nel dipartimento del Territorio di Belfort nella regione della Borgogna-Franca Contea.

## Geografia fisica
Chaux è posta 10 km a nord di Belfort ad un'altitudine compresa tra un minimo di 396 e un massimo di 530 m s.l.m.
Il territorio comunale è interessato dall'alveo del fiume Savoureuse.

## Storia
La prima menzione di Chaux (Chas) è datata tra il 1252 e il 1275, in un momento in cui la locale chiesa era a capo di una parrocchia comprendente i villaggi di Auxelles-Bas, Chaux, Évette-Salbert, Lachapelle-sous-Chaux, Lepuix (detto Lepuix-Gy) e Sermamagny, che si sarebbero poi via via costituiti in pievi autonome.
Chaux fu capoluogo del circondario dell'Haut-Rosemont e faceva parte della signorìa del Rosemont, legata dall'XI secolo al contado di Montbéliard.

## Luoghi d'interesse
La chiesa dedicata a san Martino di Tours risale al 1770, mentre il campanile fu edificato nell'XI secolo e restaurato per l'occasione.
La Savoureuse è attraversata da due ponti, di cui uno è costituito da un elemento prefabbricato negli Stati Uniti ed impiegato in origine per la costruzione del Mulberry Harbour in Normandia durante la Seconda guerra mondiale.
|  |  |

## Stemma
Lo stemma è attestato dal XVII secolo ed è così blasonato:

## Infrastrutture e trasporti
- Aeroporto di Belfort Chaux.

## Società

### Evoluzione demografica
Abitanti censiti

## Amministrazione

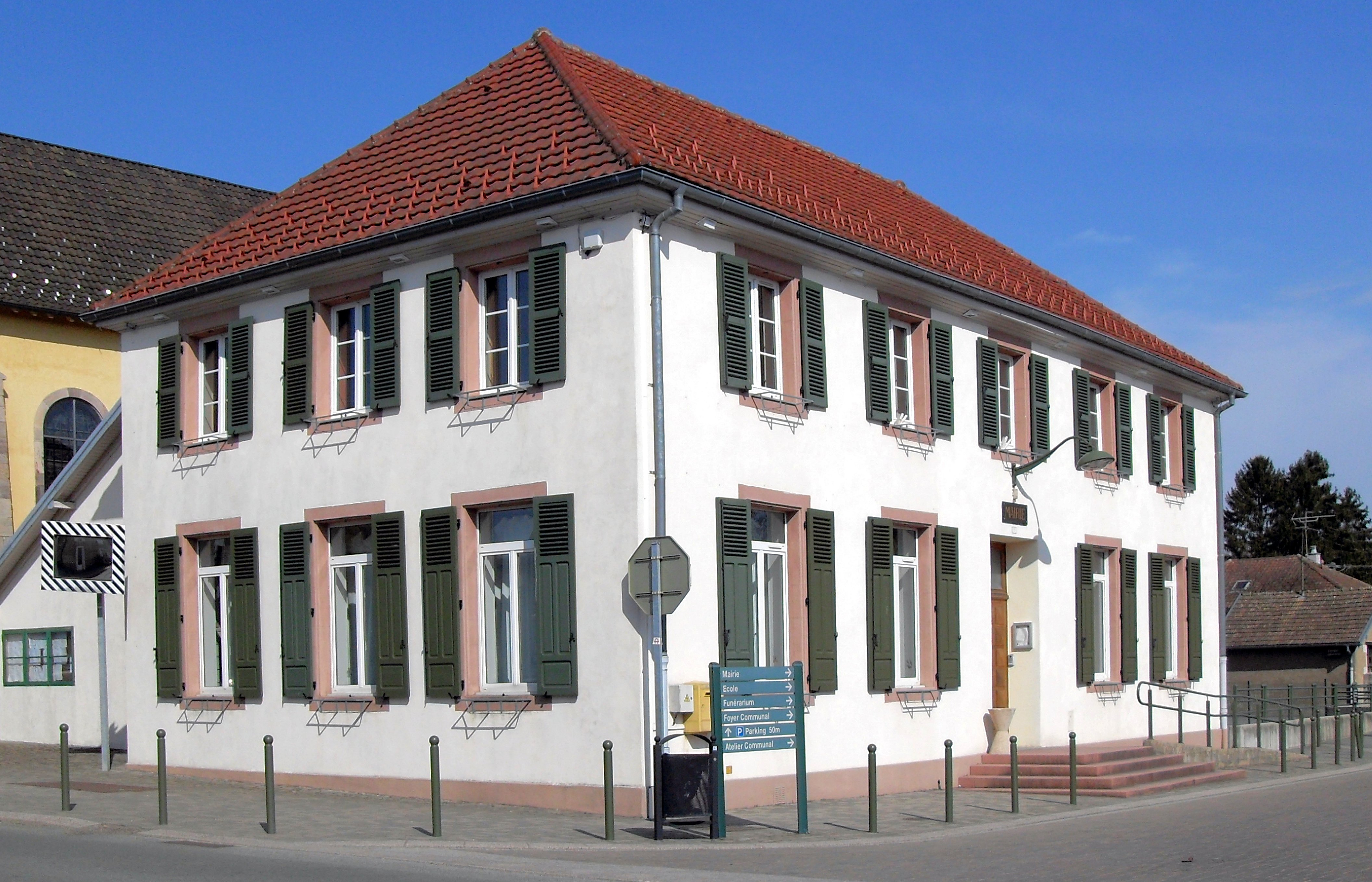
Il municipio di Chaux.

| Periodo        | Periodo        | Primo cittadino  | Partito                                | Carica  | Note |
| -------------- | -------------- | ---------------- | -------------------------------------- | ------- | ---- |
| marzo 2001     | marzo 2008     | Pascal Deshaies  | DVD                                    | Sindaco |      |
| marzo 2008     | 16 maggio 2020 | André Piccinelli | Liste d'entente et d'interet communaux | Sindaco |      |
| 16 maggio 2020 |                | Jacky Chipaux    | Liste d'entente et d'interet communaux | Sindaco |      |

### Gemellaggi

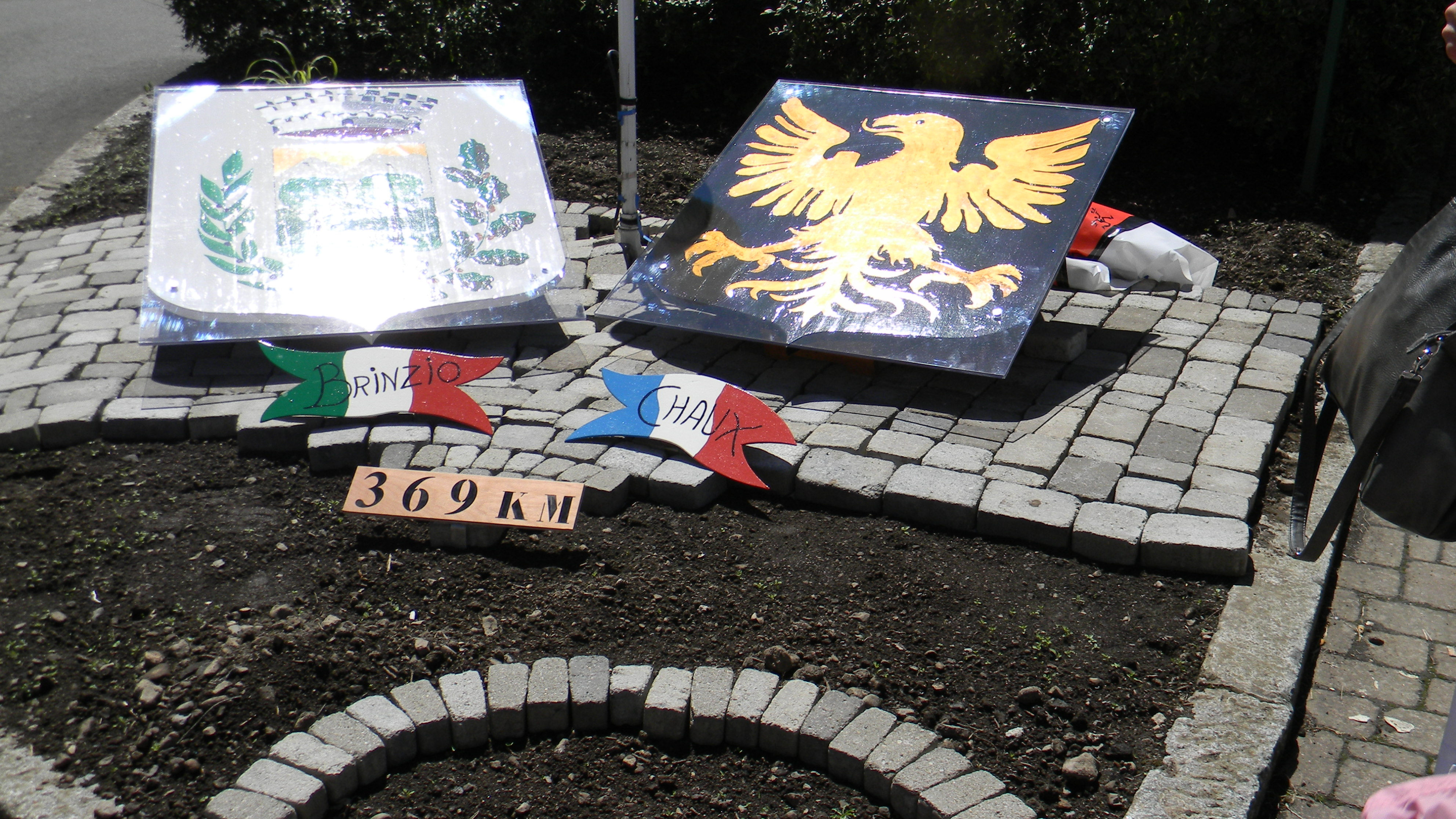
Monumento commemorativo del gemellaggio con il comune di Brinzio.

Chaux è gemellata con:
- Brinzio, dal 2013[3][4]

### Altre informazioni amministrative
Chaux fa parte della Comunità di comuni dell'alta Savoureuse.